# Га, га. Слава героям
Га, га. Слава героям (пол. Ga, ga. Chwała bohaterom) — польський науково-фантастичний фільм 1986 року режисера Пйотра Шулькіна. Сценарій фільму заснований на дебютному романі Мирослава Яблонського «Кодове ім'я Псіма» та фільмі «Сир» режисера Пазоліні. Фільм Шулькіна є продовженням його режисерської фантастичної трилогії, яка складається з фільмів «Голем», О-бі, о-ба. Кінець цивілізації та Війна світів: Наступне сторіччя.

## Сюжет
Сюжет фільму розгортається у 21 столітті. Людство колонізувало сусідні планети. Технічний прогрес в значній мірі виключив необхідність людей працювати. У людей відсутнє бажання виконувати складну і небезпечну роботу, наприклад, працювати пілотом космічних поромів. Через нестачу персоналу завдання було доручено в'язням. Один з таких в'язнів-льотчиків є Скоуп, головний герой фільму.
Під час однієї місії Скоуп прилітає на планету Австралія-458. Тут він знайомиться з молодою повією Онс. Коли вона раптово зникає, місцева поліція звинувачує його у зґвалтуванні і вбивстві неповнолітньої. Поліція хоче влаштувати публічну екзекуцію на стадіоні при великому скупченні народу. Слідчий погоджується відпустити Скоупа, якщо він вчинить злочин, за який має бути засуджений на смертну кару. Скоуп погоджується, але в нього інші плани: він хоче знайти Онс і разом з нею втекти з планети

## У ролях
| Актор                  | Роль                            |
| ---------------------- | ------------------------------- |
| Данієль Ольбрихський   | Скоуп                           |
| Єжи Штур               | чиновник, що опікується Скоупом |
| Катажина Фігура        | Онс                             |
| Маріуш Бенуа           | господар дому для героїв        |
| Марек Вальчевський     | слідчий                         |
| Леон Нємчик            | шоумен                          |
| Влодзимеж Мусял        | другий герой                    |
| Кшиштоф Майхжак        | поліцейський з відірваною рукою |
| Генрик Биста           | пастор                          |
| Єжи Треля              | начальник в'язниці              |
| Ян Новицький           | сутенер Ел                      |
| Дорота Сталіньська     | повія                           |
| Божена Дикель          | господиня дому для героїв       |
| Зофія Сареток          | клієнтка в банку                |
| Габріела Ковнацька     | блондинка з комп'ютера          |
| Бронислав Вроцлавський | наглядач                        |
| Марцин Троньский       | коментатор на телебаченні       |